# Encyclia viridiflora
Encyclia viridiflora är en orkidéart som beskrevs av William Jackson Hooker. Encyclia viridiflora ingår i släktet Encyclia och familjen orkidéer. Inga underarter finns listade i Catalogue of Life.